# Éditions De Vecchi
 (décembre 2012).
Si vous disposez d'ouvrages ou d'articles de référence ou si vous connaissez des sites web de qualité traitant du thème abordé ici, merci de compléter l'article en donnant les références utiles à sa vérifiabilité et en les liant à la section « Notes et références ».
Les éditions De Vecchi sont une maison d'édition italienne spécialisée dans les ouvrages sur les animaux, l'ésotérisme, et le développement personnel et spirituel.

## Histoire
La maison d'édition De Vecchi (Giovanni De Vecchi Editore SpA) est fondée en Italie en 1962 par Giovanni De Vecchi, un italo-suisse. L'entreprise est initialement scindée en 2 structures: la publication d'un côté, la diffusion de l'autre. 
De 1972 à 1999, les éditions De Vecchi se développent notamment sur le marché du livre sur les animaux, le marché de l’ésotérisme/sciences humaines. En 1999, De Vecchi lance la collection « Grands Procès de l'Histoire ». Cette collection est éventuellement stoppée par le droit des familles et des victimes qui freine la publication de certaines informations. Ses titres étaient parfois repris au micro de l'émission radio Café crimes.
En juillet 2005 les éditions De Vecchi sont alors reprises par le groupe Albin Michel. En 2006, la maison d'édition Larus (Bergamo) reprend De Vecchi Italie. En avril 2009, Giunti Editore rachète les activités italiennes de De Vecchi France à Albin Michel pour consolider sa position sur le marché domestique. Entre 2008 et 2011, le groupe Albin Michel cède la filière espagnole, puis la filière mexicaine. 
En octobre 2012, les éditions De Vecchi France sont reprises par la société Le Livre Club.
En septembre 2016, les éditions De Vecchi changent de diffuseur distributeur et rejoignent l'équipe de Laurent Fontaine du groupe Centre France (CF2D) et la logistique est confiée à la SODIS. En mars 2017, De Vecchi lance une collection de vulgarisation des sujets ésotériques avec un prix fixe de 3 euros l'ouvrage.

## Description
La maison d'édition De Vecchi est spécialisée dans les ouvrages sur les animaux, l'ésotérisme, et le développement personnel/spirituel. Ses best-sellers sont ses ouvrages sur les chiens et son guide légal L'avocat dans le tiroir. Le catalogue De Vecchi compte près de 250 titres. 

## Auteurs publiés
- Pierre Bourson
- Éric Garnier
- Pierre Lassalle
- Bruno Hoffer (arts martiaux)
- Run FUTTHARK ( ésotérisme )